# Ettore Fieramosca (1929)
Ettore Fieramosca byla křižníková ponorka Italského královského námořnictva. Ve službě byla v letech 1930–1941. Účastnila se druhé světové války. Na jejím počátku absolvovala několik patrol, avšak v roce 1940 byla poškozena výbuchem baterií. Od dubna 1941 proto byla odzbrojena a ponechána v rezervě. Roku 1946 byla prodána do šrotu.

## Stavba
Ponorku postavila italská loděnice Tosi v Tarentu. Stavba byla zahájena v červenci 1926, na vodu byla ponorka psuštěna 15. dubna 1929 a do služby byla přijata v dubnu 1930.

## Konstrukce
Ponorka měla jednotruou koncepci. Hlavňovou výzbroj představoval jeden 120mm kanón a dva dvojité 13,2mm kulomety. Ponorka nesla osm 533mm torpédometů (čtyři příďové a čtyři záďové), přičemž celková zásoba munice činila 16 torpéd. Podle původních plánů měla ponorka nést malý průzkumný hydroplán (zvažován byl typ Piaggio P.8). Pro jeho uskladnění byl struktury do velitelské věže začleněn malý hangár. Pohonný systém tvořily dva diesely Tosi o výkonu 5200 bhp a dva elektromotory Marelli o výkonu 2300 bhp, pohánějící dva lodní šrouby. Nejvyšší rychlost dosahovala 15 uzlů na hladině a 8 uzlů pod hladinou. Dosah byl 5000 námořních mil při rychlosti 9 uzlů na hladině a 90 námořních mil při rychlosti 3 uzly pod hladinou. Operační hloubka ponoru dosahovala 90 metrů.

### Modifikace
Hydroplán z ponorky nakonec neoperoval, a proto byl hangár roku 1931 odstraněn.